# Erich von Kielmansegg

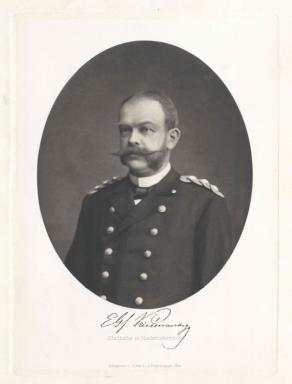
Erich Graf von Kielmansegg als Statthalter (Heliografie von Josef Löwy, um 1900)

Erich Graf von Kielmansegg (* 13. Februar 1847 in Hannover; † 5. Februar 1923 in Wien) war ein Beamter und Politiker der österreichisch-ungarischen Monarchie. Er diente 23 Jahre als Statthalter von Niederösterreich und war 1895 kurzzeitig Ministerpräsident von Cisleithanien, der österreichischen Reichshälfte der Habsburgermonarchie.

## Leben
Seine Eltern waren Eduard von Kielmansegg, Staatsminister (Ministerpräsident) des Königreichs Hannover, und Juliane von Zesterfleth zu Bergfried (1808–1880). Der k.u.k Marineoffizier Alexander von Kielmansegg (1833–1914) auf Gülzow (Lauenburg) und der k.u.k. Feldmarschallleutnant Oswald von Kielmansegg waren seine älteren Brüder. 
Kielmansegg wuchs in Hannover und Frankfurt am Main auf, studierte in Heidelberg und floh mit seiner Familie 1866 nach dem Deutschen Krieg nach Wien. Hier studierte er Jus an der Universität Wien. Im Jahr 1870 trat er in den österreichischen Verwaltungsdienst ein. 1871–73 war er Sekretär von Ministerpräsident Adolf von Auersperg.
1876 bis 1881 fungierte Kielmansegg als Bezirkshauptmann des Bezirks Baden, zu dem auch das Gebiet des heutigen Bezirks Mödling zählte, später hatte er diese Funktion im Bezirk Sechshaus. 1882 bis 1886 arbeitete er in den Landesregierungen der Kronländer Bukowina und Kärnten in Czernowitz und Klagenfurt. Anschließend war er im Innenministerium als Sektionschef Leiter der Staatspolizei. Er heiratete 1884 in Czernowitz Anastasia Lebedewna von Lebedeff (* 1860).

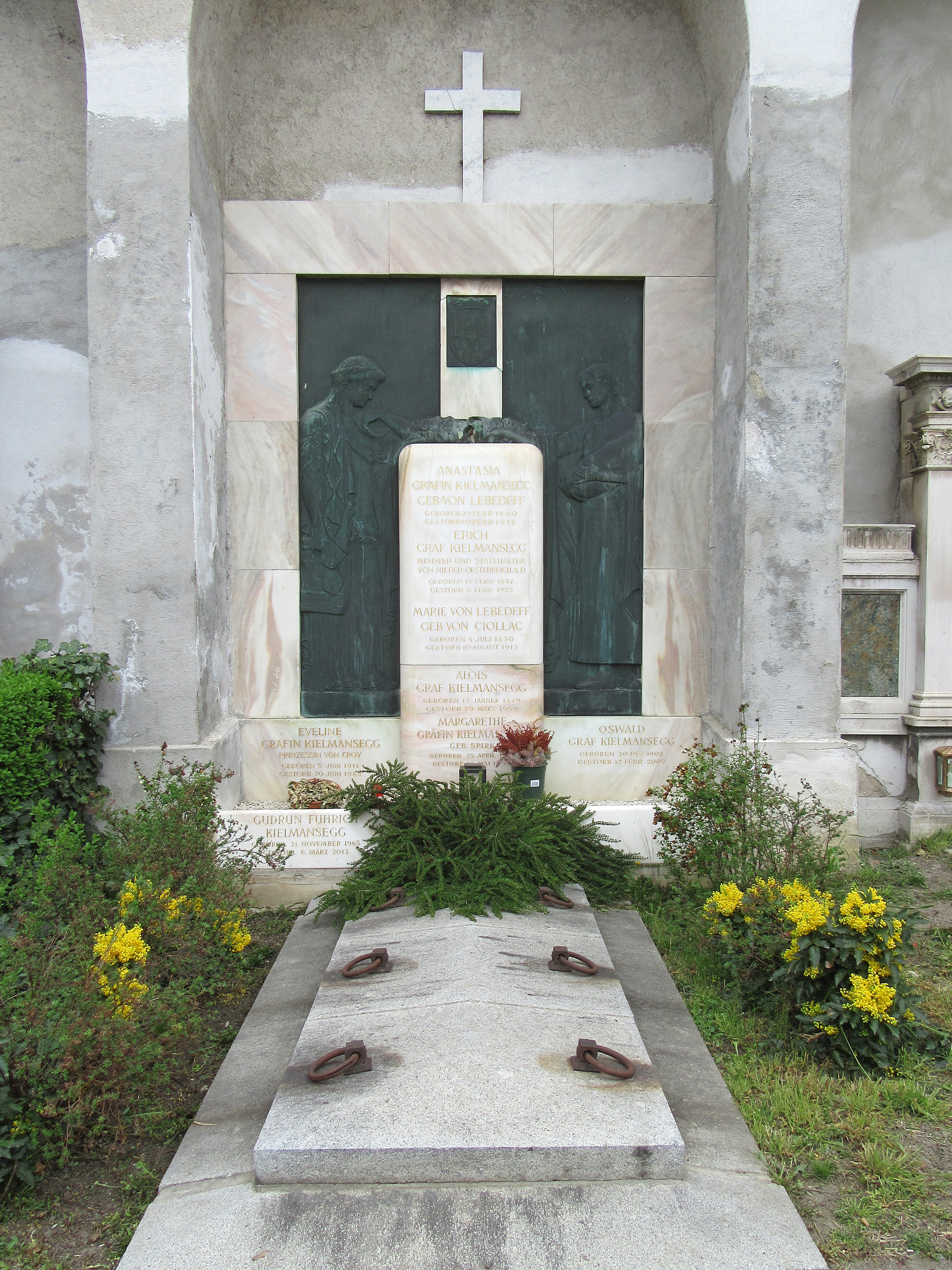
Grab der Familie Kielmansegg auf dem Döblinger Friedhof

Vom 17. Oktober 1889 bis zum 28. Juni 1911, nur unterbrochen von seiner Amtszeit als Ministerpräsident 1895, war Kielmansegg Statthalter von Niederösterreich. Er war damit der bedeutendste niederösterreichische Statthalter der Epoche. In seine Amtszeit fällt die Eingemeindung von zahlreichen Vororten in Wien im Jahr 1890. Er gilt daher als Schöpfer von Groß-Wien in der Kaiserzeit (nicht mit Groß-Wien in der Zeit des Dritten Reiches zu verwechseln).
Im Jahr 1906 trat eine von ihm ausgearbeitete Kanzleireform in Kraft, die den Aktenlauf in Niederösterreich vereinfachte. Diese „Kielmanseggsche Kanzleireform“ wurde in vielen Kronländern übernommen, die von ihm angestrebte gesamtösterreichische Verwaltungsreform ließ sich jedoch nicht durchsetzen. Kielmannsegg förderte Sport und Fremdenverkehr sowie die neuen Automobile. Auch den Ausbau des Wienflusses und des Donaukanals und im Zusammenhang damit eine Donauregulierung in Niederösterreich betrieb er an vorderster Stelle.
Politisch konnte er sich gegen die Sozialdemokraten und die Christlichsozialen unter Karl Lueger nicht durchsetzen, den als Bürgermeister von Wien zu verhindern ihm nicht gelang. Sein Versuch, Floridsdorf zur neuen niederösterreichischen Landeshauptstadt zu machen, kam Lueger durch die Eingemeindung nach Wien zuvor.
Von 18. Juni bis  2. Oktober 1895 war Kielmansegg, als Vertrauensmann von Kaiser Franz Joseph, österreichischer Ministerpräsident und Innenminister seines Übergangskabinetts. Seine Beamtenregierung war von vornherein dazu gedacht, die laufenden Geschäfte bis zur Installierung einer definitiven Regierung unter Kasimir Felix Badeni zu führen.
Kielmannsegg schrieb eine Familienchronik, Memoiren mit Beschreibungen bekannter Zeitgenossen (siehe Schriften) und veröffentlichte unter Pseudonym in Zeitungen. Er starb am 5. Februar 1923 in seiner Wohnung in der Rathausstraße in Wien an einer Lungenentzündung. Seine letzte Ruhestätte fand er auf dem Döblinger Friedhof im 19. Wiener Gemeindebezirk Döbling.

## Schriften
- Walter Goldinger (Hrsg.): Kaiserhaus, Staatsmänner und Politiker. Aufzeichnungen des k. k. Statthalters Erich Graf Kielmansegg. Verlag für Geschichte und Politik, Wien 1966 (Open Access bei De Gruyter).

## Auszeichnungen
- Großkreuz des Österreichisch-kaiserlichen Leopold-Ordens[11]
- Ehrenbürger von Stockerau